# Olembé
Pour l’article homonyme, voir Salomon Olembé.
Olembé est un quartier de la commune d'arrondissement de Yaoundé I dans la région du Centre au Cameroun. Il constitue un quartier d'extension récente de la Ville de Yaoundé.

## Géographie
Le quartier est situé à l'entrée nord de l'agglomération de Yaoundé, au nord de la commune d'arrondissement, sur la route nationale 1, en limite de la commune de Soa.

## Histoire
L'aménagement de l'entrée Nord de la capitale camerounaise est inscrite dans les grandes lignes du plan directeur d'urbanisme comme centre secondaire de services dès 1982.

## Éducation
- École publique d'Olembé II
- Groupe scolaire bilingue La Victoire
- Groupe scolaire bilingue La Fontaine des savoirs

## Cultes
- Mosquée centrale d'Olembé
- Paroisse Gallilée de l'Église presbyterienne camerounaise

## Sports
- Stade d'Olembé[3].